# Ripexicium spinuliferum
Ripexicium spinuliferum är en svampart som först beskrevs av Jülich, och fick sitt nu gällande namn av Hjortstam 1995. Ripexicium spinuliferum ingår i släktet Ripexicium och familjen Corticiaceae.   Inga underarter finns listade i Catalogue of Life.